# Rutger
Rutger ist ein männlicher Vorname. Er gilt als niederländische Form des altgermanischen Rüdiger, wie auch die Namen Ruetger und Rudgar.

## Herkunft und Bedeutung des Namens
Rutger ist ein alter deutscher Vorname, der sich aus germanisch hroth / hruod „Ruhm, Ehre“ und althochdeutsch ger „Ger, Speer“ zusammensetzt. Germanische Personennamen sind aus zwei Elementen zusammengesetzt und enthalten oft Elemente von Vorfahren.
Der Name war vor allem durch den Helden des Nibelungenliedes, Markgraf Rudeger von Bechelaren, bekannt geworden.
Namenstag: 16. März (Rüdiger)

## Namensträger
Einzelname:
- Rutger († um 1333), Kölner Dombaumeister
- Rutger I., gilt als der erste Graf von Kleve
- Rutger II., gilt als zweiter Graf von Kleve
- Rutger von Brüggenei (13**–1404), Bischof von Kurland
- Rutger van Kampen († nach 1391), Baumeister der Spätgotik
- Rutger Raitz von Frentz († 1369), Ritter und berühmter Kriegsheld

Vorname:
- Rutger von Ascheberg (1621–1693), deutscher Feldmarschall im Dienste Schwedens
- Rutger Backe (* 1951), schwedischer Fußballspieler
- Rutger Beke (* 1977), belgischer Leichtathlet
- Rutger Booß (* 1944), deutscher Autor, Verleger und Gründer des Grafit Verlags
- Rutger Bregman (* 1988), niederländischer Historiker und Autor
- Rutger Edinger (um 1545 – vor 1614), katholischer Priester und theologischer Schriftsteller
- Rutger Fuchs (1682–1753), schwedischer Generalmajor, Ritter des Seraphinenordens, Kommandeur des Schwertordens und Oberstatthalter
- Rutger Gunnarsson (1946–2015), schwedischer Musiker, Arrangeur und Musikproduzent
- Rutger Hauer (1944–2019), niederländischer Schauspieler
- Rutger Hendrik van den Hoofdakker (* 1934), niederländischer Schriftsteller unter dem Pseudonym Rutger Kopland
- Rutger von Langerfeld (1635–1695), flämischer Mathematiker, Maler und Architekt
- Rutger B. Miller (1805–1877), US-amerikanischer Jurist und Politiker
- Rutger van Otterloo (* 1959), niederländischer Saxophonist
- Rutger van Santen (* 1945), niederländischer Chemiker
- Rutger Jan Schimmelpenninck (1761–1825), niederländischer Diplomat und Politiker
- Rutger Sernander (1866–1944), schwedischer Botaniker, Geologe und Archäobotaniker
- Rutger Smith (* 1981), niederländischer Leichtathlet
- Rutger Zoodsma (* 1995), niederländischer Volleyballspieler